# Q-Med
Q-Med AB är ett medicintekniskt företag, som grundades av Bengt Ågerup och delfinansierades av Healthcap. Bolaget utvecklar, tillverkar, marknadsför och säljer främst medicintekniska implantat. Q-Med AB förvärvades av Galderma SA, ett fransk-schweiziskt läkemedelsföretag, i mars 2011.  
Huvuddelen av produkterna är baserade på företagets patenterade teknik, NASHA, för framställning av stabiliserad icke-animalisk hyaluronsyra. I produktportföljen finns idag: Restylane för att fylla ut linjer och rynkor, skapa volym samt konturera ansiktet; Durolane, för behandling av höft- och knäledsartros; Deflux för behandling av vesicoureteral reflux (VUR, en missbildning i urinblåsan) hos barn samt Solesta mot fekal inkontinens. 
Försäljningen sker via Galdermas egna dotterbolag eller distributörer i över 100 länder. Vid Galdermas forsknings- och tillverkningsanläggning i Uppsala arbetar idag omkring 470 medarbetare.